# 7066 Nessus
7066 Nessus è un asteroide centauro. Scoperto nel 1993, presenta un'orbita caratterizzata da un semiasse maggiore pari a 24,6624918 UA e da un'eccentricità di 0,5202337, inclinata di 15,64655° rispetto all'eclittica.
L'asteroide è dedicato a Nesso, uno dei centauri della mitologia greca.

## Curiosità
7066 Nessus compare nel videogioco Destiny 2, molto diverso da com'è nella realtà: in quel caso il planetoide ha subito pesanti modifiche ad opera dei Vex, una delle razze aliene del gioco, che ne hanno alterato l'ambiente rendendolo capace di ospitare la vita.